# Grammcythella dyspnoea
Grammcythella dyspnoea är en kräftdjursart som beskrevs av Swanson, Jellinek och Heinz Malz 2003. Grammcythella dyspnoea ingår i släktet Grammcythella och familjen Cytherellidae. Inga underarter finns listade i Catalogue of Life.